# Harry Jönsson
Åke Harry Bertil Jönsson, född 28 november 1943 i Ystad, är en svensk före detta fotbollsspelare (anfallare) som tillbringade största delen av sin karriär i Malmö FF. Under sin tid i MFF vann han fem SM-guld som spelare samt fem allsvenska seriesegrar som lagledare. Även hans son, Peter Jönsson, spelade för Malmö FF.

## Karriär

### Tidig karriär
Jönsson började spela fotboll i SoGK Charlo som åttaåring och gick som 15-åring till IFK Ystad. Han debuterade som 17-åring för A-laget i division 3. 1963 blev klubben uppflyttade till division 2 under ledning av tidigare MFF-målvakten Tore Svensson. Jönsson gjorde 11 mål 1964, 8 mål 1965 och återigen 11 mål 1966.

### Malmö FF
Inför säsongen 1967 värvades Jönsson av Malmö FF. Tränaren Antonio Duran var imponerad och lät Jönsson spela från start i säsongens första träningsmatch, en 3–2-vinst över IFK Trelleborg den 25 februari. Han gjorde sitt första mål den 3 mars i en träningsmatch mot Malmö BI. Jönsson gjorde allsvensk debut den 14 april i en 2–1-seger över AIK och sitt första allsvenska mål den 20 april i en 4–2-förlust mot IFK Göteborg. Det blev en lyckad debutsäsong för Jönsson som både blev svensk mästare och cupmästare efter finalvinst över IFK Norrköping. Han spelade totalt 37 matcher och gjorde 7 mål, varav 19 allsvenska matcher och 2 mål.
Jönsson var därefter med och tog stora silvret 1968 och 1969 samt blev svensk mästare 1970 och 1971. Inför säsongen 1972 tog Karl-Erik Hult över som tränare i Malmö FF och det blev svår period för Jönsson som pendlade mellan A- och B-laget. Under hösten fick Jönsson som tidigare främst spelat som anfallare gå ner och spela vänsterback under de avslutade matcherna. Han spelade endast 9 allsvenska matcher och gjorde 1 mål under säsongen. Följande säsong var Jönsson ordinarie i A-laget som vänsterback och spelade totalt 42 matcher. MFF slutade på fjärde plats i Allsvenskan men vann cupfinalen mot Åtvidabergs FF med hela 7–0. 
Inför säsongen 1974 blev Bob Houghton ny tränare i laget och Jönsson fick fortsatt förtroende på vänsterbacken. MFF vann dubbeln både 1974 och 1975 (både Allsvenskan och Svenska cupen). Den 15 september 1976 gjorde Jönsson sitt första mål för MFF sedan 1972 mot italienska Torino i den första omgången i Europacupen. Jönsson missade den avslutande matchen i Allsvenskan 1976 då MFF tog stora silvret och hans svit på 88 allsvenska matcher i rad bröts då. Hans sista match för MFF var i slutet av 1976 då klubben vann en vänskapsmatch mot Puerto Ricos landslag med 6–1.
Jönsson spelade totalt 358 matcher och gjorde 31 mål i Malmö FF, varav 194 matcher och 18 mål i Allsvenskan.

### Senare karriär
1977 varvade Jönsson ner och återvände till IFK Ystad i division 3. Klubben slutade på tredje plats 1977 och sjunde plats 1978. Inför säsongen 1979 avslutade han sin spelarkarriär och tog över som tränare i IFK Ystad. Klubben slutade på åttonde plats under Jönssons debutsäsong som tränare. 
Mellan 1980 och 1982 var han därefter tränare för Malmö FF:s juniorlag. Inför säsongen 1983 blev Jönsson tränare i reservlaget samt assisterande tränare i A-laget. Inför följande år slutade Egon Jönsson som lagledare i MFF (ett jobb han haft sedan 1966) och Jönsson tog över rollen som både lagledare och assisterande tränare. Han var lagledare i Malmö FF fram till slutet av säsongen 1992.

## Meriter
Malmö FF
- Allsvenskan:
  - Mästare: 1967, 1970, 1971, 1974, 1975
  - Stort silver: 1968, 1969, 1976
  - Brons: 1973
- Svenska cupen
  - Mästare: 1967, 1972/1973, 1973/1974, 1974/1975